# Harmony Garden

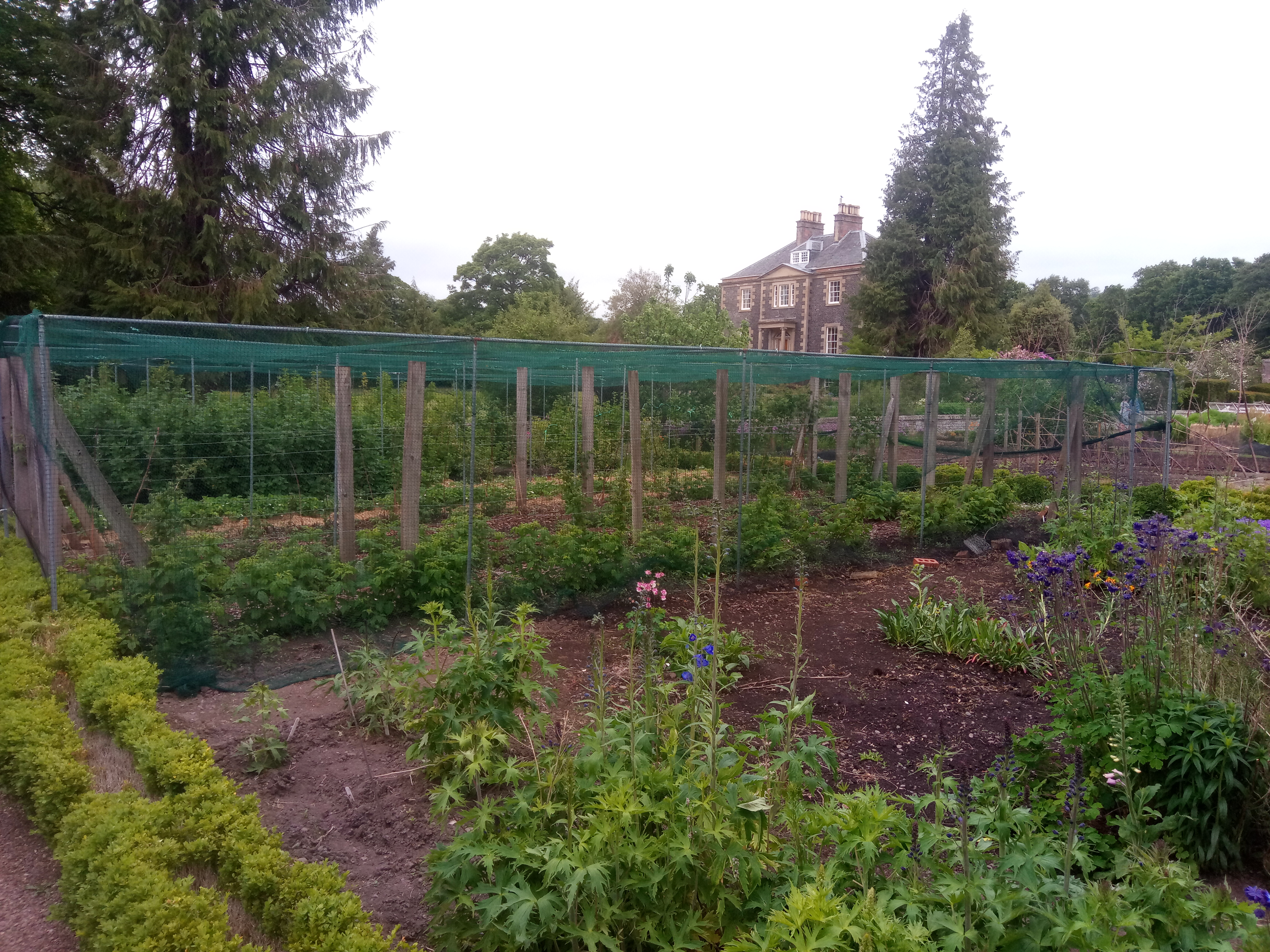
Harmony Garden

Harmony Garden ist der Garten von Harmony Hall und liegt in der Stadt Melrose in der Council Areas Scottish Borders in Schottland. Der Garten wird vom National Trust for Scotland verwaltet. In der Nähe liegt der auch der dem NTS gehörende Priorwood Garden.  Das dazugehörige Gebäude Harmony Hall wurde von Historic Environment Scotland in die zweithöchste Denkmalschutzkategorie 'B' eingestuft.

## Beschreibung
Das Gebäude, zu dem Harmony Garden gehört, Harmony Hall, wurde 1807 erbaut und später ausgebaut. Es wurde vom aus Melrose stammenden Robert Waugh in Auftrag gegeben, der es von seinen Erlösen finanzierte, die er in Jamaika als Plantagenbesitzer und Sklavenhändler gemacht hatte. Von ihm wurde gesagt, dass er Haus und Garten nur noch verließ, um auf die Jagd zu gehen.
Der Garten hat eine Fläche von 3,5 acre (~15.000 m2) und ist mit einer Mauer umfriedet. Harmony Hall liegt an der Nordseite des Anwesens, zwischen der Ostseite des Gartens und dem Eingang liegt ein Ziergarten, in dem mächtige Rhododendren wachsen, die durch ihre Größe dem Haus eine gewisse Privatheit sichern. Direkt vor dem Haus ist eine Kiesfläche, die im Osten von einer getrimmten Eibenhecke begrenzt ist. Westlich des Hauses liegt eine  Rasenfläche, auf der Boccia, Tennis und Badminton gespielt wurde.
Im östlichen Drittel des Grundstücks liegt ein Obst- und Gemüsegarten, der von einem Gewächshaus mit Frühbeeten am Nordende bis zum Harmony Cottage in der südöstlichen Ecke reicht. In diesem Garten werden mehrere traditionelle Anbaumethoden präsentiert und er diente dereinst zur Versorgung der Bewohner des Anwesens mit Obst und Gemüse. Im Garten werden auch ökologische Aspekte berücksichtigt, zum Beispiel Fruchtfolgen und Pflanzenpaare wie Erdbeeren und Stangenbohnen oder Kartoffeln und Meerrettich. Obst und Gemüse werden heute auch an Besucher verkauft.
Durch die erhöhte Lage des Gartens hat man eine gute Aussicht, unter anderem auf die benachbart gelegene Melrose Abbey.
Harmony House ist nicht der Öffentlichkeit zugänglich, kann aber als Veranstaltungsort gemietet werden.